# Kortschagino (Kaliningrad, Krasnosnamensk)
Kortschagino (russisch Корчагино, deutsch Schradersleben; Alt Moritzlauken, 1938 bis 1945: Altmoritzfelde; und Neu Moritzlauken, 1938 bis 1945: Moritzfelde (Ostpr.)) ist ein verlassener Ort im Rajon Krasnosnamensk der russischen Oblast Kaliningrad.
Die Ortslage befindet sich etwa drei Kilometer südwestlich von Tolstowo (Löbegallen/Löbenau).

## Geschichte

### Alt Moritzlauken (Altmoritzfelde)
54° 53′ 2″ N, 22° 20′ 36″ O
Moritzlauken, auch Naujenincken genannt, war im 18. Jahrhundert ein königliches Bauerndorf. Zur Unterscheidung zu seiner Kolonie (Neu) Moritzlauken (s. u.) bekam der Ort im 19. Jahrhundert den Namenszusatz Alt. Im Jahr 1874 wurde die Landgemeinde Alt Moritzlauken dem neu gebildeten Amtsbezirk Rautenberg im Kreis Ragnit zugeordnet. 1930 wurde sie, nun im Kreis Tilsit-Ragnit, an die Landgemeinde Birkenfelde angeschlossen. Dort wurde der Ortsteil 1938 in Altmoritzfelde umbenannt. Im Jahr 1945 kam er in Folge des Zweiten Weltkrieges mit dem nördlichen Ostpreußen zur Sowjetunion.

#### Einwohnerentwicklung
| Jahr | Einwohner |
| ---- | --------- |
| 1867 | 92        |
| 1871 | 66        |
| 1885 | 54        |
| 1905 | 65        |
| 1910 | 45        |

### Neu Moritzlauken (Moritzfelde)
54° 52′ 54″ N, 22° 21′ 26″ O
Die Kolonie Neu Moritzlauken wurde wohl im 19. Jahrhundert gegründet. 1874 wurde sie als selbständige Landgemeinde dem Amtsbezirk Rautenberg zugeordnet. 1938 wurde Neu Moritzlauken in Moritzfelde (Ostpr.) umbenannt. 1945 kam der Ort zur Sowjetunion.

#### Einwohnerentwicklung
| Jahr | Einwohner | Bemerkungen |
| ---- | --------- | ----------- |
| 1867 | 81        | Als Kolonie |
| 1871 | 72        | Als Kolonie |
| 1885 | 70        |             |
| 1905 | 67        |             |
| 1910 | 56        |             |
| 1933 | 59        |             |
| 1939 | 55        |             |

### Kortschagino
Im Jahr 1950 wurden das Vorwerk Schradersleben (54° 53′ 21″ N, 22° 22′ 18″ O), das bis 1945 zu Löbegallen (Löbenau) im Kreis Pillkallen (Schloßberg) gehört hatte, der Ortsteil Alt Moritzlauken/Altmoritzfelde und der Ort Neu Moritzlauken/Moritzfelde unter dem russischen Namen Kortschagino zusammengefasst und dem Dorfsowjet Tolstowski selski Sowet im Rajon Krasnosnamensk zugeordnet. Später, falls dann noch existent, gelangte der Ort in den Wesnowski selski Sowet. Kortschagino wurde vor 1975 aus dem Ortsregister gestrichen.

## Kirche
Alt und Neu Moritzlauken gehörten zum evangelischen Kirchspiel Rautenberg, während Schradersleben zum evangelischen Kirchspiel Lasdehnen gehörte.